# Хямяляйнен, Евгения Ивановна
Евге́ния Ива́новна Хямяля́йнен (Ёуки Хямяляйнен) (1882—1959) — карельская сказительница, рунопевец. Награждена орденом «Знак Почёта» (1951). Член Союза писателей СССР (1953).

## Биография
Родилась в крестьянской семье.
После смерти отца с восьми лет работала батрачкой.
В 1907 году поступила вольным учеником в финскую народную школу в Импилахти, затем около года училась на курсах учителей передвижных школ при Сердобольской учительской семинарии.
В годы Первой мировой войны — чернорабочая на строительстве Мурманской железной дороги. После Октябрьской революции — учительница в селах Вокнаволок и Ухта. В 1926—1929 годах работала санитаркой больницы, с 1929 года работала в колхозе.
В годы Великой Отечественной войны эвакуирована в Челябинскую область, работала в колхозе, после окончания войны вернулась на родину.
В 1951 г. приняла участие в Неделе песни, музыки и танца Карело-Финской ССР в Москве.
В 1979 г. вышла в свет книга поэта Рейё Такала «Ухутсаари», посвящённая памяти сказительницы — бабушки поэта.

## Творчество
С детства запомнила много народных рун и впоследствии сочиняла сама. Фольклористы от неё записали несколько десятков рун на карельском языке, множество заговоров, загадок и сказок. В 1959 г. был опубликован большой цикл её произведений в сборнике «Песнь о новом Сампо» (составитель Яакко Ругоев).